# District d'Ayn al-Arab
Le District d'Ayn al-Arab (arabe : منطقة عين العرب, ALA-LC : Mantiqat Ayn al-Arab ; kurde : Kobanê) est un district du gouvernorat d'Alep dans le nord de la République arabe syrienne. Le centre administratif du district est Kobané. Il se situe dans la section nord du gouvernorat et dispose d'une frontière commune avec la Turquie. En janvier 2014, le territoire est déclaré comme étant de facto le canton de Kobané (en) du Rojava. Lors du recensement de 2004, le district compte une population de 192 513 habitants.

## Sous-districts
Le district de Tadmur est divisé en quatre sous-districts ou nahié (chiffres de 2004) :
- le sous-district d'Ayn al-Arab : 81 424 habitants.
- le sous-district de Shuyukh Tahtani : 43 861 habitants.
- le sous-district de Sarrin Nahiya.
- le sous-district de Al-Jalabiyah.

Les deux derniers sous-district cités comptabilisent 69 931 habitants.
Le sous-district de Al-Jalabiyah est séparé du sous-district de Nahiya en 2009.